# Michela Pace
Michela Pace (Gozo, 25 de gener del 2001) és una cantant maltesa. És coneguda per la seva participació en el programa de televisió X Factor, que va guanyar al principi del 2019. El premi era, entre d'altres, representar Malta al Festival de la Cançó d'Eurovisió 2019 a Tel-Aviv. Amb la cançó Chameleon va acabar en 14è lloc a la final.